# Paul Goeken
Paul Goeken (Nijmegen, 4 oktober 1962 – Gran Canaria, 21 juni 2011) was een Nederlands schrijver van thrillers. Behalve onder zijn eigen naam publiceerde hij boeken onder de schrijversnaam Suzanne Vermeer. Dat Goeken achter die naam schuilging, werd pas na diens dood bekend.

## Loopbaan
Na eerst in Loosdrecht een zwem- en duikschool te hebben gehad, emigreerde Goeken met zijn echtgenote en kinderen in 1999 naar Gran Canaria. De eerste jaren had hij hier eveneens een duikschool. Later bezat hij met zijn vrouw een toeristenwinkeltje.
In 2002 debuteerde Goeken als schrijver met de thriller Hammerhead. Ook in zijn volgende boeken Dodelijke stijging en Camouflage speelden het duiken en Gran Canaria een belangrijke rol. In 2005 maakte hij de overstap naar A.W. Bruna Uitgevers, waar zijn vierde thriller De orde verscheen. Net als in de latere thrillers Spaanse Furie en De oversteek is het hoofdpersonage in de boeken van Goeken geheim agent en duikinstructeur Alfonso Silva.
Na De orde schreef Goeken All-inclusive. Omdat het boek wat verhaal en stijl betrof afweek van zijn eerdere boeken en vanwege de successen van vrouwelijke thrillerschrijfsters als Saskia Noort en Simone van der Vlugt, besloot de uitgever in overleg met Goeken om het boek uit te brengen onder de schrijversnaam Suzanne Vermeer. Dit gebeurde in het diepste geheim: slechts enkele personen uit de kennissenkring van Goeken en bij de uitgeverij waren op de hoogte van de identiteit van Vermeer. Vermeer werd gepresenteerd als een in 1968 in Nijmegen geboren schrijfster die na een studie Spaans aan de Universiteit van Amsterdam naar Barcelona was verhuisd.
Als Vermeer was Goeken vele malen succesvoller dan onder zijn eigen naam. Zowel All-inclusive als de opvolger De Vlucht haalde kort na verschijning De Bestseller 60. Pas met het derde boek begon het werk van Goeken ook landelijk een groot succes te worden. Goeken deed de promotie van zijn boeken als Suzanne Vermeer door middel van exclusieve interviews voor de website van Ezzulia, waar hij achter de schermen bijzonder actief was. Iedere vrijdagavond was hij - vaak samen met auteurs als Simon de Waal, Alex van Galen en Loes den Hollander - aanwezig in de door hem begonnen chatbox Vrijdagavondcafé. De boeken van Vermeer kenmerken zich doordat ze alle vakantie als thema hebben. De eerste boeken verschenen jaarlijks in de zomer. Met Après-ski werd in 2010 het eerste wintervakantieboek uitgebracht. Het succes hiervan leidde een jaar later tot de opvolger Zwarte Piste. In 2010 werd het boek Cruise genomineerd voor de NS Publieksprijs.
Bij Goeken werd in januari 2011 kanker vastgesteld. Hij was toen al enkele maanden ziek. In juni 2011 stierf hij op 48-jarige leeftijd aan deze ziekte. Een week na zijn overlijden werd door de uitgeverij bekendgemaakt dat Suzanne Vermeer het pseudoniem van Paul Goeken was. Het pseudoniem Suzanne Vermeer is door de uitgeverij voortgezet met een andere - onbekend gehouden - schrijver/schrijfster.

### Als Paul Goeken
- 2002 - Hammerhead
- 2003 - Dodelijke stijging
- 2004 - Camouflage
- 2005 - De Orde
- 2007 - Spaanse Furie
- 2008 - De oversteek

### Als Suzanne Vermeer
- 2006 - All-inclusive
- 2007 - De Vlucht
- 2008 - Zomertijd
- 2009 - Cruise
- 2009 - Vakantiegeld (geschreven voor de reeks Literaire Juweeltjes)
- 2010 - Après-ski
- 2010 - De Suite
- 2011 - Zwarte Piste
- 2011 - Bella Italia
- 2012 - Noorderlicht

## Bestseller 60
| Boeken met noteringen in de Nederlandse Bestseller 60 | Jaar van verschijnen | Datum van binnenkomst | Hoogste positie | Aantal weken | Opmerkingen           |
| ----------------------------------------------------- | -------------------- | --------------------- | --------------- | ------------ | --------------------- |
| All-inclusive                                         | 2006                 | 29-07-2006            | 14              | 46           | als 'Suzanne Vermeer' |
| De vlucht                                             | 2007                 | 09-06-2007            | 8               | 38           | als 'Suzanne Vermeer' |
| Zomertijd                                             | 2008                 | 21-06-2008            | 16              | 41           | als 'Suzanne Vermeer' |
| Cruise                                                | 2009                 | 13-06-2009            | 5               | 54           | als 'Suzanne Vermeer' |
| Après-ski                                             | 2010                 | 23-01-2010            | 3               | 37           | als 'Suzanne Vermeer' |
| De suite                                              | 2010                 | 19-06-2010            | 2               | 48           | als 'Suzanne Vermeer' |
| Zwarte piste                                          | 2011                 | 22-01-2011            | 2               | 37           | als 'Suzanne Vermeer' |
| Bella Italia                                          | 2011                 | 18-06-2011            | 1(1wk)          | 43           | als 'Suzanne Vermeer' |
| Noorderlicht                                          | 2012                 | 28-01-2012            | 1(1wk)          | 40           | als 'Suzanne Vermeer' |

- Digitale Bibliotheek voor de Nederlandse Letteren: verm187
- Gemeinsame Normdatei: 1171566751
- Nederlandse Thesaurus van Auteursnamen: 239558820
- Virtual International Authority File: 305864886